# Młyn wodny w Zatwarnicy

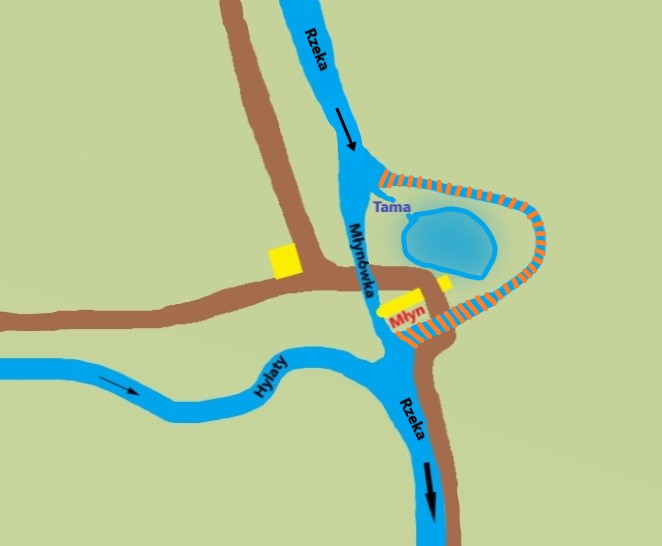
Miejsce, w którym stał młyn, zakreskowane stare zamulone koryto rzeki

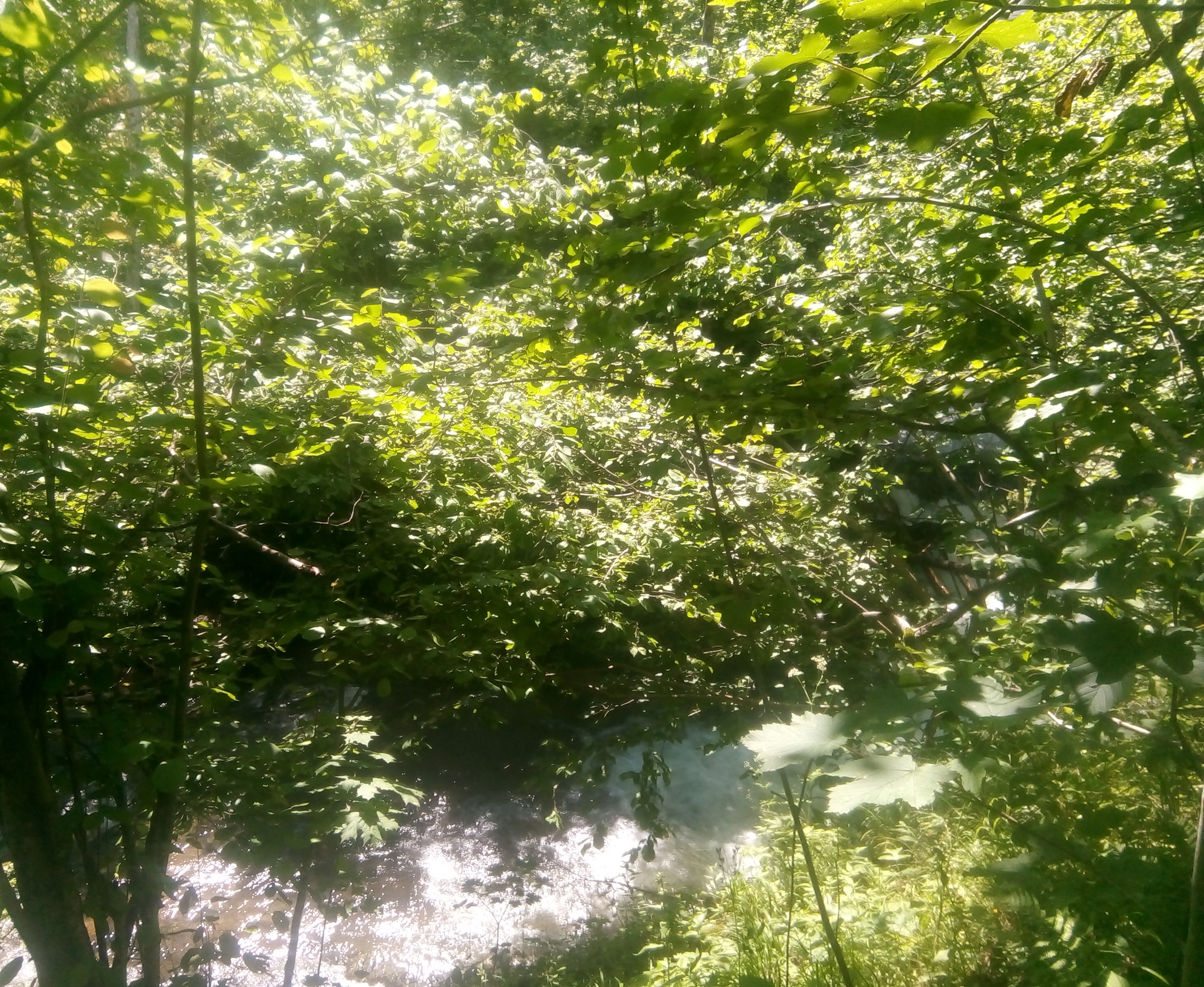
Miejsce po młynie

Młyn wodny w Zatwarnicy – niezachowany drewniany młyn wodny położony w Zatwarnicy w województwie podkarpackim, blisko ujścia potoku Hylaty do Rzeki.

## Historia
Pierwsza wzmianka o młynie pojawiła się w 1589 roku. Został wybudowany wraz z trzema innymi młynami po tym, gdy w osadzie wzrosła populacja, były to: młyn dolny z tartakiem przy potoku Głęboki, młyn w Suchych Rzekach (obecna środkowa część dawnej zabudowy wsi) i młyn czwarty niedaleko Ujścia Rzeki do Sanu. Zbudowany został na ostrym zakolu rzeki Rzeki. Wykuto też wtedy 60-metrowy kanał zwany Młynówką, który kończył się niewielkim wodospadem. Spadek wody wykorzystywano do napędzania koła wodnego. Obok brzegu kanału stał drewniany budynek młyna. Niedaleko stała dziesięciometrowa tama, która zapewniała regulację wody w strudze. Tworzyła ona mały zbiornik o powierzchni około 300 m, do którego wlewała się woda z potoku. W latach 40. XX wieku młyn i urządzenia uległy całkowitemu zniszczeniu, a stare koryto rzeki uległo zamuleniu. Dzięki temu kanał Młynówki stał się głównym nurtem rzeki.